# Clariallabes mutsindoziensis
Clariallabes mutsindoziensis es una especie de pez de la familia Clariidae en el orden de los Siluriformes.

## Morfología
Los machos pueden llegar a alcanzar los 11,8 cm de longitud total.

## Distribución geográfica
Se encuentran en África: lago Tanganika.